# ترمیستورهای ان‌تی‌سی
ترمیستورهای NTC مقاومت‌های وابسته به دما با ضریب دمایی منفی هستند که با افزایش دما مقاومت الکتریکی آنها کاهش می‌یابد.

## مقدمه
ترمیستورها موادی نیم‌رسانا هستند که مقاومت آن‌ها با تغییر دما تغییر می‌یابد. ترمیستورهای ان‌تی‌سی موادی هستند که با افزایش دما مقاومت‌شان کاهش می‌یابد (دارای فاکتور TCR منفی هستند). به‌طور معمول نیم‌رساناها رفتار ان‌تی‌سی از خود نشان می‌دهند. بیشترین کاربرد مواد با این رفتار در حسگرهای دمایی است که روزانه کاربردشان در تکنولوژی‌های جدید افزایش می‌یابد و به دلیل حساسیت بالا، قیمت مناسب و دقت بالا همواره مورد توجه بوده‌اند.

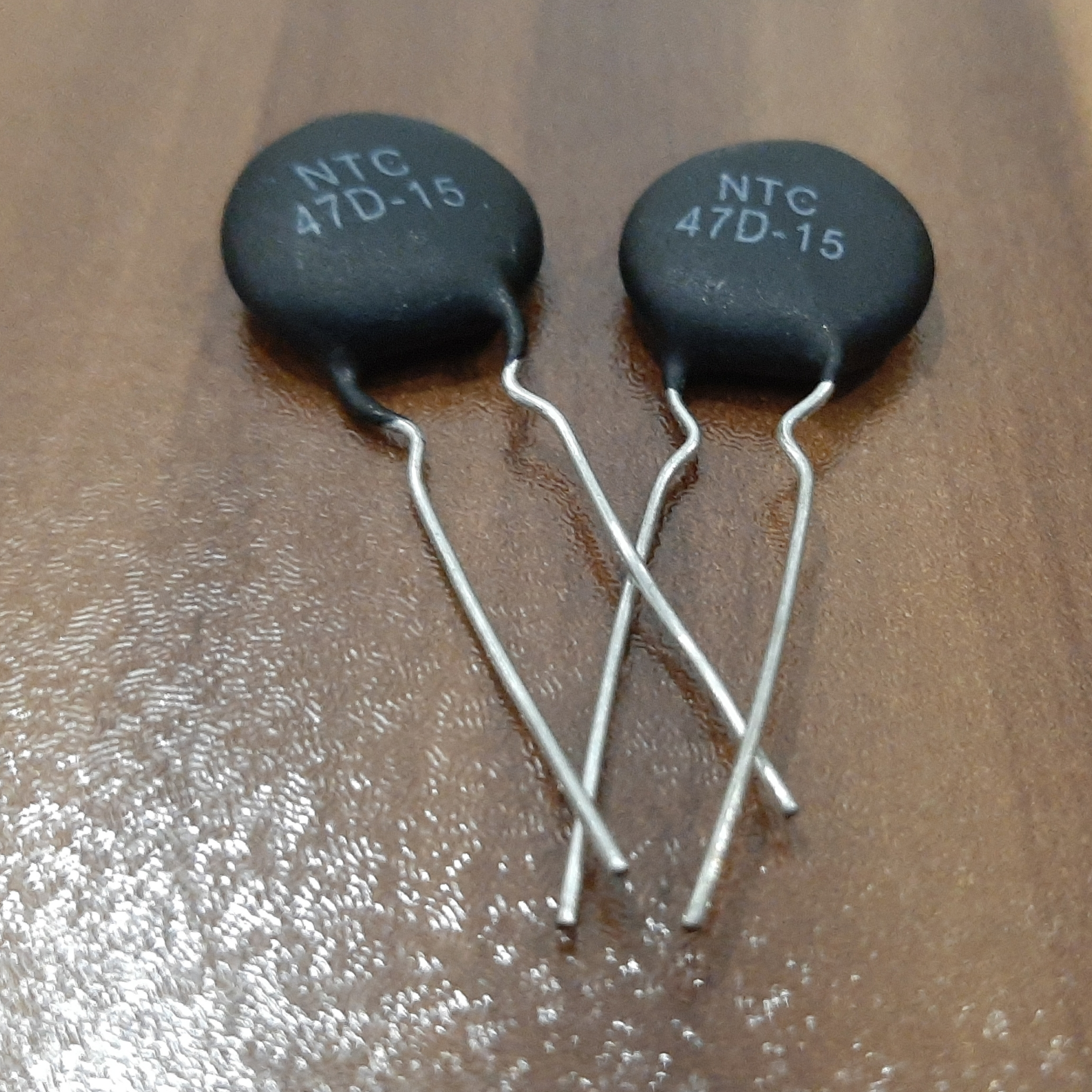
یک نوع حسگر ان‌تی‌سی

## تاریخچه پیدایش و توسعه
ترمیستورهای ان‌تی‌سی امروزه یکی از رایج‌ترین ابزار مدرن الکترونیکی هستند و به صورت گسترده برای نمایش و کنترل دما و خنثی‌کردن اثر تغییرات ناگهانی جریان مورد استفاده قرار می‌گیرند.
اولین گزارش از رفتار ان‌تی‌سی درسال ۱۸۳۳ توسط دانشمند انگلیسی مایکل فارادی و با مشاهدات او از مقاومت سولفید نقره ارائه شد. طبق مشاهدات او مقاومت Ag2S با افزایش دما کاهش یافته و رسانایی مناسبی را از خود نشان می‌دهد.
این پدیده تا حدود ۱۰۰ سال و تا زمان مشاهده رفتار مشابه در اکسید فلزات انتقالی مورد بررسی علمی قرار نمی‌گرفت.
این رفتار پیش زمینه‌ای برای طراحی دستگاه‌هایی شد که عملکرد اصلی آن‌ها بر پایه رفتار ان‌تی‌سی شکل گرفت. به‌طور مثال در سال ۱۹۳۰ سموئل روبن (بنیانگذار شرکت Duracell) سبت‌اختراعی راجع‌به ساخت یک پیرومتر الکتریکی برپایه اکسید مس ثبت کرد. او همچنین در این پتنت استفاده از مخلوط ذوبی از Cu2S و Sb2S را برای ساخت ابزار اندازه‌گیری دما پیشنهاد کرد. درسال ۱۹۳۳ اندرس پیشنهاد تنظیم مقاومت الکتریکی CuO, MnO و CdO از طریق عملیات حرارتی و ترجیحاً تحت اتمسفر هیدروژن یا با اعمال ولتاژ بالا را ارائه کرد.
در ۱۹۳۵ کارخانه آلمانی فیلیپس محصولی ان‌تی‌سی را معرفی کرد که تحت نام تجاری «استارتو» عرضه‌می‌شد. این محصول ترکیبی از نوعی رس با نام «Hettenleidelheimer clay» به همراه سیلیکون نیم‌رسانا یا سایر مواد با خواص مشابه مانند: فرو سیلیکون بود. مخلوط‌کردن این دو ترکیب سه علت داشت:
(۱) افزایش همزمان مقاومت در دمای پایین و ضریب دمایی مقاومت الکتریکی ترکیبات Si.
(۲ استفاده از یک کامپوزیت سرامیکی برای تنظیم خواص با تغییر در نسبت اجزا یا برنامه‌پخت.
(۳) ایجاد ماده‌ای که به آسانی به‌شکل دلخواه قالب‌گیری شود. اما در عمل استارتو مشکلات زیادی از جمله: وابستگی شدید مقاومت به نسبت اجزا و سختی بازتولید، غیر یکنواختی سیلیکون می‌توانست موجب تمرکز هدایت در مسیرهای مشخص شود، برای جلوگیری از اکسیدشدن سیلیکون زینتر باید در اتمسفر نیتروژن همراه با ۱۰ تا ۳۰ درصد هیدروژن و دماهای ۱۳۰۰ درحه سلسیوس انجام می‌شد.
در همان سال والتر شاتکی پتنتی راجع به استفاده از سرامیک‌های تک جزئی شامل CuO ویا UO2 به عنوان ماده ان‌تی‌سی ثبت کرد که این در مواد مشکل نسبت اجزا وجود نداشت اما تغییرات اندک در ترکیب هنگام کار تأثیر بسیار زیادی بر میزان مقاومت آن‌ها داشت.
در اواخر دهه ۱۹۳۰ آزمایشگاه‌های تلفن بل از رفتار ان‌تی‌سی سرامیک‌ها با ساختار اسپینل که بر پایه اکسیدهای منگنز و آهن یا اکسبدهای نیکل و منگنز بودند استفاده کرد بیشتر تحقیقات آزمایشگاه‌های بل برای در جهت بهبود پایداری و بازتولید این محصول با ارائه ترکیبات جدید بود. مشکلات بازتولید موجب شد بعضی از تولیدکننده‌های اروپایی از سیستم Ni-Mn-Cu استفاده کنند که با زینتر در هوا قابلیت بازتولید مناسبی را داشتند.
تا اواخر دهه ۱۹۴۰ سرامیک‌های ان‌تی‌سی در مراکز تلفن و تجهیزات نظامی مورد استفاده قرار می‌گرفت. بعضی از این کاربردها شامل: محافظت از دستگاه، تنظیم ولتاژ، محدود کردن حجم صدا و … می‌شد.
یکی از پر اثرترین تحقیقات در زمینه سرامیک‌های ان‌تی‌سی مربوط به تحقیقات وروی و همکارانش در آزمایشگاه تحقیقات شرکت فیلیپس برروی ارتباط ساختار، ترکیب و خواص سرامیک‌های ان‌تی‌سی با ساختار اسپینل است.
با وجود تحقیقات بسیار در این زمینه، بیشتر قطعات برای محدوده دمایی کمتر از C 300 طراحی و ساخته می‌شدند تا این‌که در سال ۱۹۴۸ توروک از تلاش خود برای ساخت موادی با قابلیت استفاده در دماهایی تا C1200 خبرداد او استفاده از Cr2O3 را به دلیل پایداری مناسب ترکیب تا دمای C 1500 معرفی کرد. مقاومت این ترکیب با افزودن اکسیدهای کبالت، باریم و آهن قابل بهبود است. او همچنین به دلیل مشکل در زینتر این ماده در دماهای کمتر از C 1500 پیشنهاد افزودن اکسید بیسموت و گرمایش سریع برای جلوگیری از تبخیر آن را ارائه کرد.
در دهه‌های پس از جنگ (۱۹۵۰ و ۱۹۶۰) با معرفی دستگاه‌های مورد نیاز صنعت هوافضا و سیستم‌های دما پایین تولید گسترش پیدا کرد. تا این زمان بیشتر تحقیقات برروی خواص ان‌تی‌سی در صنعت انجام می‌گرفت اما این روال از سال ۱۹۵۰ رفته رفته تغییر کرد. به‌طور مثال جان گودیناف تحقیقاتی را برای درک خواص اکسید فلزات انتقالی با ساختار اسپینل و پروسکایت انجام داد. در سال ۱۹۶۴ ویکهام از شرکت کامپیوتری امپکس مطالعه‌ای کامل برروی تعادل فازی سیستم NiO-Mn2O3-O2 ارائه کرد. از دهه ۱۹۷۰ شرکت‌هایی ازقبیل فورد موتور، شرکت صنعتی ماتسوشیتا الکتریک و زیمنتس نیاز به ان‌تی‌سیهای دما بالا نشان دادند. شرکت فورد همچنین برای استفاده از حسگر ان‌تی‌سی در مسیر گازهای خروجی موتور نیازمند ماده بود که عملکرد آن مستقل از فشار جزئی اکسیژن باشد که برای این‌کار موادی مانند PrFeO3 با ساختار پروسکایت معرفی شد.

## انواع ساختار مواد ان‌تی‌سی
با وجود تعداد بسیار زیادی از مواد ان‌تی‌سی ارائه شده توسط تولیدکنندگان الکتروسرامیک، تعداد ساختارهای کریستالوگرافی این ترکیبات محدود است. تا به امروز ترمیستورهایی با ساختار اسپینل (NiMn2O4، MnFe2O4)، پروسکایت (CaTiO3، BaBiO3)، مواد کربنی (rGO, CNT , graphene)، پلیمرها (PVDF-TrFE PEDOT: PSS) و کامپوزیت‌های کربن/ پلیمری طراحی و ساخته شده‌اند.
درمیان ساختارهای مذکور انواع اسپینلی و پروسکایتی بیشترین سهم از تحقیقات را به خود اختصاص می‌دهند. انواع پیروکلری نیز در سال‌های اخیر توجه محققینن را به خود جلب کرده‌است.

### ساختار اسپینلی
واژه اسپینل به ماده معدنی MgAl2O4 اشاره می‌کند و به تمام ساختارهایی که فرمول عمومی آن‌ها AB2O4 است، اشاره دارد.
در بسیاری از اسپینل‌ها بی‌نظمی کاتیونی رخ می‌دهد، این کاتیون‌ها از ساختار استاندارد فاصله می‌گیرند و انواع اسپینل مخلوط و اسپینل معکوس را بوجود می‌آورند. این ساختار اصولاً دارای شبکه مکعبی فشرده با ۶۴ موقعیت تتراهدرال (مکانهای A) و ۳۲ موقعیت اکتاهدرال (مکانهای B) است و هر سلول واحد ۳۲ یون O2-، ۸ یون Mg+2 و ۱۶ یون Al+3 دارد، در نتیجه نیمی از موقعیتهای اکتاهدرال بیننشینی توسط یونهای Al3+ و تنها یک چهارم موقیعتهای تتراهدرال بیننشینی پر شده‌اند. در ساختار اسپینل معکوس، نیمی از اتمهای B مکانهای تتراهدرال را اشغال می‌کنند و نیمی دیگر اتمهای B و همه اتمهای A در مکانهای اکتاهدرال جای می‌گیرند.
امروزه، اکثر سرامیکهای ان‌تی‌سی بر پایه سرامیکهای Mn3O4 هستند که در آن، Mn+۳ به صورت جزئی با سایر عناصر فلزی انتقالی مانند نیکل، کبالت، آهن و مس جایگزین شدهاند. این جایگزینی سبب تشکیل جفتهای Mn3+/Mn+4 در مکانهای اکتاهدرال می‌شود که برای رسانایی الکتریکی اهمیت فراوانی دارد. در بین ترکیبات اسپینلی، بدون شک بیشترین مطالعه بر روی ترکیب NiMn2O4 انجام شده‌است. این ترکیب دارای ساختار اسپینل معکوس است، اما در ماهیت دقیق و توزیع کاتیونها در این سیستم بحث وجود دارد. بسته به نوع روش شناسایی یا حتی روشهای آمادهسازی و دمای کلسیناسیون، چینشهای مختلف توسط پژوهشگران ارائه شده‌است. در هر صورت، این حقیقت که میزان معکوس شدن این ترکیب با افزایش دما کاهش می‌یابد، یک امر پذیرفته شده‌است.
با وجود کاربرد زیاد این مواد ان‌تی‌سی با ساختار اسپینلی به دلیل بروز پدیده پیرشدگی در این مواد به خصوص در دماهای بالاتر از ۲۰۰ درجه سانتی گراد و افت خواص در نتیجه آن، امروزه برای کاربردهای دما بالا مورد استفاده قرار نمی‌گیرند و تحقیقات بسیاری در زمینه یافتن جایگزین مناسب این دسته انجام شده‌است تا علاوه بر رفع مشکل پیرشدن بتوانند در دماهای بالا نیز مورد استفاده قرارگیرند.

### ساختار پروسکایتی
درحالت کلی واژه پروسکایت برای تمامی ترکیباتی که فرمول ABO3 داشته و ساختاری مانند CaTiO3 دارند استفاده می‌شود. تیتانات کلسیم در بالای °C 900 دارای ساختار مکعبی است و در دماهای پایین‌تر ساختار ارتورومبیک دارد. این ساختار شامل لایه‌های AO3 به صورت CP بوده و یک‌چهارم مکان‌های هشت‌وجهی با کاتیون‌های B اشغال شده‌است. همچنین در ساختار پروسکایت مکان‌های چهاروجهی خالی هستند که باعث کاهش پیچیدگی ساختار در مقایسه با اسپینل‌ها می‌شود. این ویژگی برتری اصلی ساختار پروسکایت نسبت به اسپینل است زیرا باعث کنترل مستقیم برروی بی‌نظمی کاتیون‌ها و در نتیجهٔ آن کنترل بیشتر بر خواص الکتریکی می‌شود. در این ساختار پرشدن مکان‌ها با توجه به شعاع‌های یونی قابل پیش‌بینی است و یون‌های بزرگ مانند Ba, Sr, Ca وY منحصر به مکان A و یون‌های کوچکتر در مکان‌های B قرار می‌گیرند. تعداد اندکی از یون‌ها با شعاع یونی میانی می‌توانند در ساختار رفتار آمفوتری نشان دهند.
درحالی که پروسکایت‌های فلزات انتقالی به دلیل خواص شگفت‌انگیز الکتریکی و مغناطیسی بیش از نیم قرن مورد مطالعه قرار داشته‌اند. پتانسیل آن‌ها برای کاربرد به عنوان ان‌تی‌سی به حدود دو دهه گذشته بر می‌گردد. تحقیقات برروی این مواد به این علت مورد توجه ویژه قرار گرفت که ان‌تی‌سیهای اسپینلی بنا به دلایلی همچون مقاومت و انرژی فعالسازی بسیار پایین و پایداری دمایی پایین برای کاربردهای دما بالا مناسب نیستند همچنین تغییرات مقاومت مواد در ساختار پروسکایت نسبت به ترکیبات اسپینلی بیشتر است که باعث بالا رفتن حساسیت می‌شود.
در سال ۱۹۹۶ مچر و همکارانش مقایسه‌ای بین مواد با دوساختار اسپینل و پروسکایت برای کاربرد ان‌تی‌سی در دمای بالا انجام دادند. نتایج آن‌ها نشان داد که مواد در هردو ساختار با مکانیزم مشابه هدایت الکتریکی دارند. آن‌ها همچنین نتیجه گرفتند رسانایی LaCo1-xMxO3 که M= Al , Ti به صورت سیستمی قابل کنترل است که باعث کاربرد وسیع آن می‌شود. در تحقیق دیگری فلتز ترکیبی با فرمول: SrxLa1-yTix+yCoӀӀӀCoӀӀ1-x-2yO3 که در این ترکیب مقادیر x و y به‌صورت 0<x<1, 0<y<(1-x)/۲ است را سنتز کرده و به بررسی خواص ساختار و خواص الکتریکی این ماده پرداخته‌است. این ترکیبات در کاربردهایی بادمای بالا و تا °C ۵۰۰ مورد استفاده قرارگرفتند و اثر پیرشدگی در آن‌ها مشاهده نشد.

### ساختار پروسکایت
در دههٔ اخیر، ترکیبات پیروکلری با فرمول کلی A2B2O7، که در آن A عنصری نادر خاکی سه ظرفیتی و B عنصری فلزی انتقالی چهار ظرفیتی است، توجهات را به خود جلب کرده‌است. ساختار پیروکلری دارای سیستم چندوجهی همسایگی دوکاتیونی است. کاتیونهای A با عدد همسایگی ۸ و کاتیونهای B (کوچکتر از کاتیونهای A) با عدد همسایگی ۶ برای O2- در این ترکیب وجود دارد. این ترکیبات دارای ساختاری با پایداری حرارتی و شیمیایی بالا هستند که قابلیت جایدهی ترکیبات شیمیایی مختلف و عیوب ساختاری را دارد و ویژگیهای مختلفی از جمله ابررسانایی و نیمهرسانایی را ارائه می‌دهد. در نتیجه، این ترکیبات در کاربردهایی چون کاتالیستها، پوششهای سد حرارتی و الکترولیتهای جامد در سلولهای سوختی دما-بالا استفاده می‌شوند. اولین مشاهده رفتار ان‌تی‌سی در سرامیکهای با ساختار پیروکلری توسط نوبره[۱] و لانفردی[۲] [۳۸] برای ترکیب Bi3Zn2Sb3O14 مشاهده شد.

## کاربرد مواد ان‌تی‌سی
عمده کاربرد مواد ان‌تی‌سی در حسگرهای دمایی است اما بعنوان محدود کننده جریان در زمان شروع به کار نیز در ممدارهای الکتریکی استفاده می‌شود.
تعدادی از این کاربردها در زیر آورده شده‌است.

### ۱- حسگر دمای خودرو
از سال ۱۹۴۰ تا کنون ترمیستورهای ان‌تی‌سی برای ارسال سیگنال به نشانگر خودرو یا در مدل‌های امروزی واحد کنترل موتور(ECU) خودروها مورد استفاده بوده‌اند. روند رو به رشد توسعه خودروها از لحاظ راحتی و ایمنی موجب پیچیدگی سیستم‌های الکترونیکی شده‌است.
بیشترین کاربرد مواد ان‌تی‌سی در خودروها شامل:
1. اندازه‌گیری دمای آب سیستم خنک‌کننده و دمای روغن
2. اندازه‌گیری دمای گازهای خروجی از اگزوز، دمای سیستم ترمز و سر سیلندر
3. کنترل سیستم تهویه مطبوع

#### سیستم تهویه مطبوع خودرو
طرحواره حسگرهای ان‌تی‌سی مورد استفاده در سیستم تهویه خودروها در شکل (۴–۲) آمده‌است.
در سیستم‌های تهویه خودروهای امروزی تلاش می‌شود راننده کمترین نقش را در کنترل و تنظیم عملکرد دستگاه داشته باشد تا توجه اصلی او به رانندگی بوده و ایمنی لازم تأمین گردد. حسگرهای ان‌تی‌سی در مرکزیت این کاربرد قراردارند. این حسگرها با اندازه‌گیری دما در بخش‌های مختلف داخل و خارج خودرو می‌توانند به ECU خودرو در تنظیم میزان سرمایش یا گرمایش مورد نیاز برای متعادل‌سازی دمای کمک کنند و راننده تنها نیاز است دمای مورد مد نظر خود را تنظیم کند.

#### در لامپ‌های LED جلو و عقب خودرو
در این کاربرد برای جلوگیری از فشار و کاهش عمر LEDها در چند بخش از نقاط داغ حسگرها تعبیه می‌شوند و از دماهای بالاتر از ۸۵ درجه سلسیوس نیروی برق ورودی تنظیم می‌شود تا دمای بالا موجب کاهش عمر قطعه نشود.

### ۲- لوازم خانگی
مواد ان‌تی‌سی در بسیاری از لوازم خانگی که نیاز به کنترل دما دارند استفاده‌می‌شوند. نمونه‌هایی از ابزاری که به صورت روزمره مورد استفاده قرار می‌گیرند و درآن‌ها از این حسگرها استفاده می‌شود شامل:
1. ماشین لباسشویی
2. یخچال
3. قهوه ساز
4. چای ساز
5. سشوار
6. سیستم‌های اتوماتیک منازل مانند: سیستم تشخیص آتش‌سوزی
7. گرمایش منازل
8. سیستم تهویه مطبوع منازل

هستند.

### ۳-ابزار سلامت
مواد ان‌تی‌سی امروزه کاربردهای بسیاری را در حوزه پزشکی پیدا کرده و توجه زیادی را به خود جلب کرده‌اند. عمده کاربرد در این حوزه در اندازه‌گیری دما در شرایط مختلف است. به‌طور مثال در دستگاه دیالیز، خون بیمار پس از تصفیه به صورت مصنوعی باید مجدداً تا دمای بدن گرم‌شده و سپس وارد بدن فرد گردد اندازه‌گیری دما در این شرایط باید بادقت بسیار بالایی با سرعت پاسخ بالا اندازه‌گیری شود که بهترین ابزار برای اینن اندازه‌گیری حسگرهای ان‌تی‌سی هستند.
باتری‌های لیتیوم-یونی با قابلیت شارژ مجدد به‌طور گسترده‌ای در ابزارهای الکترونیکی مورد استفاده قرار می‌گیرند. این باتری‌ها دارای وزن پایین و دانسیته انرژی بالایی هستند. بررسی پیوسته، کنترل و مدیریت دمای سلول و دمای محیط اطراف آن برای افزایش عمر باتری و رعایت ایمنی امری ضروری است. اگر دمای باتری خیلی پایین باشد، سرعت شارژ مجدد کاهش می‌یابد و اگر دمای باتری بیش‌از اندازه افزایش یابد می‌تواند وضعیتی بحرانی به‌وجود آورده و موجب آتش‌سوزی و حتی انفجار باتری شود.

### ۴- محدود کننده جریان‌هجومی
جریان هجومی، جریانی ورودی شدیدی است که توسط یک تأمین کننده نیرو یا یک دستگاه الکتریکی هنگام روشن شدن ایجاد می‌شود. این جریان شدید اولیه برای شارژ شدن خازن‌ها، القاگرها و ترانسفورمرها مورد نیازاست. درهنگام روشن شدن، خازن‌های تخلیه شدهٔ تامین‌کننده‌های نیرو، امپدانس پایین و در نتیجه آن جریان بالایی دارند تا خازن از حالت تخلیه به حالت اشباع برسد. این جریان اولیه می‌تواند تا ۲۰ برابر جریان پایدار افزایش یابد. با وجود این‌که این فرایند در حدود ۱۰ میلی‌ثانیه زمان می‌برد، تا رسیدن به پایداری ۳۰ تا ۴۰ سیکل انجام‌شود. در صورتی که این جریان شدید کنترل‌نشود می‌تواند به اجزای سیستم آسیب رسانده یا حتی در سایر وسایل متصل به این منبع برق مشکل ایجادکند.